# Akčakaja
Akčakaja (rusky: Акчакая, turkmensky: Akjagaýa) je bezodtoková proláklina v severozápadní částí písečné pouště Karakum v Turkménistánu. Délka prolákliny je asi 50 km, šířka 6 km a průměrná hloubka 200 m. Dno Akčakaje leží 81 metrů pod úrovní oceánu. Jedná se o nejhlubší pevninskou oblast v Turkménistánu.
Proláklina má podkovovitý tvar a vysoké, strmé svahy. Poprvé byla proláklina prozkoumána sovětským geografem Eduardem Makarovičem Murzajevem v roce 1935.